# آلونزو مورنینگ
آلونزو مورنینگ (انگلیسی: Alonzo Mourning؛ زاده ۸ فوریهٔ ۱۹۷۰) یک بازیکن بسکتبال اهل ایالات متحده آمریکا است. 